# Dmytro Łeonow
Dmytro Wałerijowycz Łeonow, ukr. Дмитро Валерійович Леонов (ur. 6 listopada 1988 w Eupatorii, w obwodzie krymskim) – ukraiński piłkarz, grający na pozycji pomocnika.

## Kariera piłkarska

### Kariera klubowa
Wychowanek Szkoły Sportowej w Symferopolu, barwy której bronił w juniorskich mistrzostwach Ukrainy (DJuFL). 25 marca 2006 rozpoczął karierę piłkarską w drużynie Jałos Jałta. Potem występował w krymskich klubach Krymtepłycia Mołodiżne i Chimik Krasnoperekopsk. Latem 2008 przeszedł do klubu Dnister Owidiopol. W sezonie 2009/10 bronił barw klubów Jednist' Płysky i MFK Mikołajów. W lipcu 2010 został piłkarzem drugoligowego zespołu Feniks-Illiczoweć Kalinine. Podczas przerwy zimowej sezonu 2010/11 zasilił skład Arsenału Biała Cerkiew. W lutym 2013 dołączył do Stali Ałczewsk. W lipcu 2014 został zaproszony do FK Ołeksandrija. Po wygaśnięciu kontraktu 31 maja 2017 opuścił klub. W sezonie 2017/18 bronił barw Kołosu Kowaliwka. 6 lipca 2018 przeniósł się do Czornomorca Odessa, w którym grał do końca roku.

### Kariera reprezentacyjna
Od 2006 do 2007 występował w juniorskiej reprezentacji Ukrainy. W 2011 bronił barw studenckiej reprezentacji Ukrainy.

## Sukcesy i odznaczenia

### Sukcesy klubowe
Stal Ałczewsk
- wicemistrz Ukraińskiej Pierwszej Ligi: 2012/13

PFK Oleksandria
- mistrz Ukraińskiej Pierwszej Ligi: 2014/15